# Anne Minter
Anne Minter (* 3. April 1963 in Melbourne) ist eine ehemalige australische Tennisspielerin.

## Karriere
In ihrer Karriere gewann Minter vier Einzel- und einen Doppeltitel auf der WTA Tour.
1988 nahm sie an den Olympischen Spielen teil. Im selben Jahr erzielte sie sowohl ihr bestes Abschneiden bei einem Grand-Slam-Turnier, als sie bei den Australian Open in das Viertelfinale einzog, als auch ihre beste Weltranglistenposition im Einzel (Platz 23).
1984 stand sie zudem im Finale des Mixed-Wettbewerbs der French Open.

## Turniersiege

### Einzel
| Nr. | Datum            | Turnier  | Kategorie   | Belag           | Finalgegnerin   | Ergebnis      |
| --- | ---------------- | -------- | ----------- | --------------- | --------------- | ------------- |
| 1.  | 26. April 1987   | Taipeh   | WTA         | Teppich (Halle) | Claudia Porwik  | 6:4, 6:1      |
| 2.  | 3. Mai 1987      | Singapur | WTA         | Hartplatz       | Barbara Gerken  | 6:4, 6:1      |
| 3.  | 16. Oktober 1988 | San Juan | WTA Tier IV | Hartplatz       | Mercedes Paz    | 2:6, 6:4, 6:3 |
| 4.  | 30. April 1989   | Taipeh   | WTA Tier V  | Hartplatz       | Cammy MacGregor | 6:1, 4:6, 6:2 |

### Doppel
| Nr. | Datum              | Turnier        | Kategorie | Belag     | Partnerin        | Finalgegnerinnen          | Ergebnis |
| --- | ------------------ | -------------- | --------- | --------- | ---------------- | ------------------------- | -------- |
| 1.  | 15. September 1984 | Salt Lake City | WTA       | Hartplatz | Elizabeth Minter | Heather Crowe Robin White | 6:1, 6:2 |

## Persönliches
Minter heiratete ihren früheren Tennistrainer und Freund Graeme Harris. Ihr gemeinsamer Sohn Andrew war ebenso als professioneller Tennisspieler erfolgreich.